# Фульвета
Фульве́та (Fulvetta) — рід горобцеподібних птахів родини суторових (Paradoxornithidae). Представники цього роду мешкають в Азії.

## Види
Виділяють вісім видів:
- Фульвета рудоплеча (Fulvetta ruficapilla)
- Фульвета лаоська (Fulvetta danisi)
- Фульвета гірська (Fulvetta striaticollis)
- Фульвета білоброва (Fulvetta vinipectus)
- Фульвета бутанська (Fulvetta ludlowi)
- Фульвета чагарникова (Fulvetta manipurensis)
- Фульвета сіроголова (Fulvetta cinereiceps)
- Фульвета тайванська (Fulvetta formosana)

## Етимологія
Наукова назва роду Fulvetta походить від зменшувальної форми слова лат. fulvus — смаглявий, золотисто-коричневий.